# Écopoétique
Vous pouvez aider à l'améliorer ou bien discuter des problèmes sur sa page de discussion.
- Certaines informations devraient être mieux reliées aux sources mentionnées dans la bibliographie ou les liens externes. Améliorez sa vérifiabilité en les associant par des références. (Marqué depuis janvier 2020)
- Il contient trop de sources pour sa longueur. Vous pouvez aider en retirant les sources superflues. (Marqué depuis janvier 2023)
- Son texte doit être wikifié : il ne correspond pas à la mise en forme Wikipédia (style, typographie, liens internes, liens entre les wikis, etc.). (Marqué depuis janvier 2020)
- Il comporte trop de citations, ou des citations trop longues, au point qu'elles peuvent contrevenir à l'un des principes fondateurs de Wikipédia. Pour l’améliorer, il convient, si ces citations présentent un intérêt encyclopédique et sont correctement sourcées, de les intégrer au corps du texte en les ramenant à une longueur plus raisonnable. (Marqué depuis janvier 2023)
- Il doit être recyclé. La réorganisation et la clarification du contenu sont nécessaires. (Marqué depuis janvier 2023)

 (janvier 2023).
Si vous êtes l’auteur de ce texte, vous êtes invité à donner votre avis ici. À moins qu’il soit démontré que l’auteur de la page autorise la reproduction et que ce contenu soit compatible avec les principes fondateurs de Wikipédia, cette page sera supprimée ou purgée au bout d’une semaine maximum. En attendant le retrait de cet avertissement, veuillez ne pas réutiliser ce texte.

L’écopoétique est un courant de critique littéraire issu de l'écocritique qui, depuis le début du XXIe siècle, s’intéresse aux représentations de la nature, de l’environnement, du monde vivant non-humain, dans les textes littéraires.

## Définitions
Si elle a pu s’inspirer de la géocritique et la géopoétique, l’écopoétique puise essentiellement dans l’écocritique, avec laquelle elle partage une même exigence, celle de rendre visible, de rappeler, de renouer, les relations, interdépendances, solidarités entre monde humain et monde non-humain, ainsi que de nombreux outils, analyses, corpus, champs de recherche. À tel point qu’il est difficile de les différencier, et que « écopoétique » a pu apparaître comme la traduction française de « ecocriticism ». L’écopoétique se distingue toutefois, entre autres, par un périmètre moins large, et par une attention plus marquée au travail de l’écriture et aux aspects formels. Pierre Schoentjes, dans son essai Ce qui a lieu. Essai d’écopoétique (2015), met en avant ces préoccupations poétiques.
Jonathan Bate la définit ainsi : 
« L’écopoétique cherche à étudier l’hypothèse selon laquelle un poème serait une création (du grec poiesis) d’un lieu d’habitation (le préfixe éco est dérivé du grec oikos, « la maison, le lieu que l’on habite »). Selon cette définition, la poésie n’est pas nécessairement toujours synonyme de versification : la mise en poème du lieu qu’on habite, la poémisation de l’habitat, ne dépend pas de façon inhérente d’une forme métrique. Cependant, les intensifications rythmiques, syntaxiques et linguistiques qui caractérisent l’écriture en vers donne fréquemment puissance à la poiesis : il se pourrait que la poiesis dans le sens de la création de vers soit le chemin le plus direct donné au langage d’un retour à l’oikos, le lieu que l’on habite, car le mètre en lui-même (musique douce mais persistante, cycle récurrent, battement de cœur) vient en réponse aux rythmes de la nature même, en écho au chant de la terre même. ». 
Ainsi, « l’écopoétique, comme le soulignent les recherches de Jonathan Bate, s’intéresse avant tout au texte en lui-même, à l’art littéraire comme création verbale, en délimitant clairement son objet d’analyse (le texte littéraire) et son approche théorique (l’analyse discursive, énonciative et narrative) au sein de la vaste mouvance des études écocritiques ».
Comme l’indique le titre de l’ouvrage de Scott Knickerbocker, Ecopoetics: The Language of Nature, the Nature of Language (2012), l’écopoétique s’intéresse à des questions « qui portent sur la poésie de la nature autant que sur la nature de la poésie : comment créer de nouveaux langages pour dire/penser avec la nature, pas seulement « sur » la nature, en l’objectivant. Pas seulement poésie au sens classique, en tant que genre, mais aussi la littérature et les arts en général (danse, peinture, sculpture, photo etc.) ».
Pierre Schoentjes la définit ainsi : "l’étude de la littérature dans ses rapports avec l’environnement naturel", et souligne l’importance de l’analyse textuelle dans cette étude. Nathalie Blanc, Denis Chartier et Thomas Pughe parlent d’écriture : « une voie alternative permettant la constitution d’un « imaginaire environnemental, une nouvelle écriture environnementale qui ne serait plus dictée par les sciences de l’environnement ». Ils écrivent par ailleurs que le terme « écopoétique », plutôt que celui d’écocritique, permet de saisir « le travail contemporain poétique d’énonciation, la performance poétique et les pratiques qui y sont associées ». D’autre part, ils appellent à fonder « une approche plus formelle (…) qui met en avant, non pas l’imitation de la nature non humaine, mais le renouveau, voire le bouleversement, de notre façon de l’appréhender ». Cette approche doit s’appuyer sur « une esthétique pragmatique ». Selon eux, « il ne s’agit pas uniquement de présenter des fictions mettant en scène des programmes écologiques ou incitant à l’action – même si certains des écrivains abordés dans ces pages rapprochent l’imagination créative et l’action politique – mais, plus généralement, de considérer l’écriture et la forme même des textes comme une incitation à faire évoluer la pensée écologique, voire comme une expression de cette pensée ». Une de leurs questions centrales est : « En quoi l’esthétique littéraire est-elle une éco-logie ? Plus généralement, assiste-t-on, dans les œuvres considérées ici, à une réinscription écologique de la nature dans l’art et, par conséquent, à une réinscription de l’art dans la nature ? ».

## Écocritique et écopoétique
Par rapport à l’écocritique, mouvement anglo-saxon apparu dans les années 1970 dans lequel elle s’inscrit, l’écopoétique se caractérise par une approche formelle plus marquée. Si les deux termes cohabitent dans les études littéraires, et que leurs frontières sont floues et poreuses dans la mesure où ils partagent de nombreux outils et réflexions communs, l’écopoétique a plutôt tendance à s’imposer dans l’espace francophone. C’est un courant en phase de définition et d’expansion, traversé par de nombreux débats.
Le terme ecocriticism apparaît pour la première fois sous la plume de William Rueckert en 1978, avec un essai intitulé Literature and Ecology: An Experiment in Ecocriticism. Il faut attendre la fin des années 1980 pour que le mot prenne vraiment un écho, et commence à se constituer en courant critique.
En 1992 naît l’Association for the Study of Literature and Environment (ASLE), suivie de la revue Interdisciplinary Studies in Literature and Environment (ISLE), lancée en 1993 par Patrick D. Murphy. Deux ouvrages fondateurs paraissent dans les années suivantes : The Environmental Imagination: Thoreau, Nature Writing, and the Formation of American Culture écrit par Lawrence Buell (1995), et The Ecocriticism Reader: Landmarks in Literary Ecology écrit par Cheryll Glotfelty et Harold Fromm (1996).
Cheryll Glotfelty propose la définition suivante : « l’écocritique est l’étude des liens qui unissent la littérature à notre environnement naturel. Tout comme la critique féministe examine le langage et la littérature d’une perspective conscience du genre, tout comme la critique marxiste apporte une conscience des rapports de classe et des modes de production à sa lecture des textes, l’écocritique apporte une approche centrée sur la Terre dans les études littéraires ». L’écocritique se caractérise entre autres par une volonté de rompre avec une approche anthropocentrique et dualiste qui consisterait à penser avec Descartes qu’il faut nous « rendre maître et possesseur de la nature » (Discours de la méthode, 1637), précepte dont découle entre autres une approche utilitariste fondée sur l’exploitation des « ressources ». Elle cherche à décentrer l’homme en s’intéressant avant tout à ses rapports avec le monde non-humain, et ce dans plusieurs domaines et disciplines ; l’écocritique déborde en effet le seul champ de la littérature et touche à la fois aux sciences naturelles et de l’environnement, à la philosophie, au cinéma, à l’histoire, à la géographie, à la psychologie, aux sciences cognitives… Les questions qu’elle pose sont nombreuses et variées, de même que les outils, théories et méthodes de réflexion auxquels elle a recours, ce qui fait d’elle un courant particulièrement foisonnant et éclectique.
Dans leur introduction à Postcolonial Ecologies: Literatures of the Environment (2011), Deloughrey et Handley écrivent: « en somme, le savoir des Lumières, l’histoire naturelle, la politique écologique et le langage de la nature - c’est-à-dire ces mêmes systèmes logiques dont nous nous servons aujourd’hui pour parler de la préservation de l’environnement et du développement durable - procèdent de la longue histoire de l’exploitation coloniale de la nature, ainsi que de l’assimilation des épistémologies naturelles du monde entier ». L’écocritique chercherait à dépasser des catégories sur lesquelles, pourtant, elle serait bâtie. Certains parlent de « faille épistémologique » : « parce qu’une opposition persiste entre, d’une part, le texte prenant pour objet la nature et, de l’autre, la nature représentée par le texte, l’écocritique s’est constituée sur la faille épistémologique classique qui veut que nature et culture s’opposent ». Ce paradoxe s’exprime aussi sous d’autres formes, par exemple cette question posée par N. Blanc, D. Chartier, et T. Pughe : « peut-on écrire la nature sans en même temps inscrire en creux la domination humaine qui s’exerce sur elle ? », question qui se trouve au cœur même de certains textes faisant l’objet d’analyses écocritiques. D’autre ont pu mettre en avant les limites que suppose le décentrement porté par l’écocritique: « le sujet environnemental dans le texte littéraire était souvent un non-sujet, c’est-à-dire un sujet qui ne voulait pas être sujet ».

### Écocritique et écopoétique en France
Alors que « jusqu’à récemment, il n’y avait pas d’équivalent dans les départements de lettres en France, où la littérature est essentiellement étudiée dans son rapport avec la dimension sociale ou historique, et où l’on a consacré peu d’attention à la littérature d’inspiration écologique », le développement de l’écopoétique dans le contexte francophone depuis une quinzaine d’années commence à y remédier. Cela se traduit par une visibilité croissante du mouvement dans l’univers académique principalement : « cette ambition théorique et critique se manifeste dans le contexte francophone depuis une quinzaine d'années [...] L'évolution rapide des enjeux sociaux liés aux risques climatiques et aux menaces pesant sur les ressources naturelles place l'écopoétique dans une situation d'urgence, à laquelle elle répond par une forte croissance ».
Il n’y a pas à ce jour de centre de recherche ou revue spécialisée dédié à l’écocritique ou l’écopoétique. L’écocritique a eu de larges échos au-delà des universités américaines mais sa diffusion a quelque peu été freinée en France, ce qui tient à plusieurs raisons, dont une certaine méfiance vis à vis de la pensée écologique naissant reflétée par des personnalités comme Gérard Bramoullé, Luc Ferry ou des œuvres littéraires comme « L’écologie en bas de chez moi » de Iégor Gran. Le faible développement des études culturelles en France a pu expliquer également ce retard. Toutefois les années 1990 voient se développer une critique universitaire de la pensée occidentale moderne fondée sur le dualisme nature/culture, incarnée notamment par Michel Serres, Bruno Latour ou encore Philippe Descola. Par ailleurs, l’étude des rapports des hommes à la « nature » a longtemps été orientée vers l’analyse des liens entre géographie et littérature, à travers des courants comme la géocritique (représentée par des figures comme Bertrand Westphal ou Michel Collot) ou la géopoétique (écrits de Michel Deguy ou Kenneth White notamment, inventeur de l’International Institute of Geopoetics en 1989).
L'Atelier de recherche en écopoétique, écocritique et écoanthropologie est animé par Pascale Amiot, Jean-Louis Olive, Bénédicte Meillon et Marie-Pierre Ramouche, au Centre de Recherches sur les Sociétés et  Environnements en Méditerranée (CRESEM), à l’Université de Perpignan Via Domitia (UPVD) ; il existe depuis 2015.

#### Écopoétique dans la diffusion culturelle en France
Depuis quelque temps des collectifs d'auteurs tournés vers ce sujet, des personnes sensibles à la biodiversité proposent diverses manifestations qui contribuent à familiariser le public à cette notion de partage de la culture du vivant, pour beaucoup relativement nouvelle. Ainsi le festival Le Murmure du Monde,dans les Hautes-Pyrénées, le festival Nature en Livres - Une écopoétique de villages dans la Nièvre , ou La Maison Forte de Reignac en Dordogne, privilégient les auteurs sensibles à la protection du vivant ou proposent des parcours écopoétiques, d'autres créent des immersions culturelles dans l'environnement naturel. L'objectif consiste à sensibiliser à la biodiversité par le biais de l'écriture, de lectures de textes, de représentations théâtrales, d'expositions. Des jardins sont aussi ouverts au public en Seine-Saint-Denis pour des visites poétiques orientées vers la protection de la nature, parfois ils organisent des expositions in situ avec des restitutions poétiques. Ainsi l'Hostellerie de la Tour avec les auteurs, artistes et photographes engagés dans le mouvement, comme Les Oiseaux du Morvan de Daniel Magnin avec le soutien du Parc naturel régional du Morvan ou La Forêt avec la fondation GoodPlanet et Yann Arthus-Bertrand

## Avenir et perspectives
Cette démarche de recherche suppose parfois de relire et redécouvrir des textes, plus ou moins canoniques. Pierre Schoentjes puise ainsi dans les œuvres d’auteurs oubliés comme Pierre Gascar. Sara Buekens s’intéresse à Gascar mais propose aussi une nouvelle lecture d'auteurs reconnus comme Jean-Marie Gustave Le Clézio, Romain Gary ou encore Julien Gracq.
L’écopoétique peut s’intéresser au monde végétal, minéral, animal... portant une attention particulière à ce dernier avec la zoopoétique. L’écopoétique s’intéresse d’autre part à une palette de lieux qui tend à s’élargir : « les univers pollués, les zones de friches ou de désastres, les terrains vagues et autres non- lieux [...] la question du séjour, de l’habitat, du paysage, mais aussi du pays, du “dépaysement”, des (dé)territorialisations et autres extraditions se complexifie, associant perspectives sociales, analyses genrées, engagement politique et renouvellements formels et narratifs ».
L’écopoétique a à voir avec l’exploration de nouvelles formes d’habiter, de reconfiguration et de réinvention des rapports entre mondes humain et non-humain: « l’attention aux poétiques, que le terme écopoétique rend plus apparente que celui d’écocritique, cherche dans les textes littéraires des reconfigurations entre nature et culture, qui supposent de nouveaux agencements homme/milieu porteurs d’un avenir écologiquement soutenable. ».
Parmi les limites ou manques de l’écopoétique, certains identifient un engagement qui s’efface au profit de l’analyse stylistique: « Loin d’adhérer au militantisme de l’écocriticism américaine, le projet de l’écopoétique reste avant tout littéraire et vise à interroger les formes poétiques par lesquelles les auteurs font parler le monde végétal et animal. »
De même, l’insuffisante portée critique est parfois soulignée: « Une simple poétique verte, comme effet de mode, pourrait conduire à sélectionner des textes selon un catalogue des critères, thématiques et formels, de la bonne volonté écologique [...] L'écopoétique pourrait quant à elle renforcer son ambition critique en cherchant à identifier à quelles représentations de la nature — historiquement et idéologiquement marquées — les textes s'ordonnent ».
D’autre part, s’agissant de l’écopoétique francophone en particulier, il apparaît aux yeux de certains que les auteurs français sont surreprésentés dans les analyses: « En France, la critique s’intéresse donc de prime abord à l’écriture de la nature selon une perspective métropolitaine ou tout du moins européenne. Il n’en a pas été autrement, comme le souligne Ursula Heise, pour l’écocritique anglophone qui avait commencé par des analyses du canon nord-américain (Thoreau, Emerson) avant d’étendre le champ d’investigation à des écritures féminines et postcoloniales. ».

## Écopoétique et éthique
L’intérêt grandissant pour l’écopoétique (et plus largement l’écocritique) est lié aux préoccupations contemporaines croissantes pour les enjeux écologiques, le vivant et les bouleversements et menaces auxquels il fait face, l’urgence environnementale. « Le désir de mettre les études littéraires en phase avec cette nouvelle donne est une opportunité pour réévaluer nos conceptions et nos pratiques de recherche. En abordant les textes comme des mises en relation de l’humanité à son environnement, l’écopoétique invite à une critique participative, soucieuse d’accompagner le potentiel d’intervention des textes littéraires en faveur d’une transition écologique plus que jamais incertaine aujourd’hui ».
L’écopoétique devient parfois « écopoéthique ». L’alliance entre poétique et éthique fait naître de nombreuses réflexions, autour de la manière dont « un vaste corpus de romans et récits font état de la relation souvent perturbée entre l’humain et le non-humain dans des environnements très variés », à la manière dont la littérature est susceptible « de rétablir des phénomènes d’empathie envers le monde animal, végétal et minéral », en passant par la capacité d’un texte de « cartographier, déterritorialiser et reterritorialiser la nature et l’homme en son sein (…) révéler le palimpseste de la nature-culture, des natures-cultures ».
Le prisme éthique peut être pensé à partir des déplacements que permettent les œuvres littéraires : « (…) Les œuvres pourraient alors inviter à une délocalisation du point de vue, à l'instar des appels à « penser comme une montagne » d'Aldo Léopold, à « penser comme un rat » de Vinciane Despret, à « sentir-penser avec la terre » d'Arturo Escobar ou encore à « regarder sans détruire » de Bertrand Guest. D'autre part, s'il « paraît inconcevable qu'une relation éthique à la terre puisse exister sans amour, sans respect, sans admiration pour elle », s'il doit nécessairement y entrer « quelque chose d’une philia : une amitié pour la vie elle-même », quel regard du lecteur et du critique ces manières d'écrire induisent-elles alors ? ».

## Écopoétique et esthétique
Bien que selon le philosophe Timothy Morton tous les arts « soient déjà écologiques », les chercheurs en écopoétique décortiquent de manière détaillée les pratiques, codes et intentions qui les sous-tendent[réf. nécessaire].
L’écopoétique met l’accent sur l’écriture, le style, les techniques et formes littéraires : « il s’agit d’analyser par exemple la signification des métaphores et la façon dont celles-ci ajoutent un sens supplémentaire aux descriptions du monde naturel ; de voir comment les auteurs expriment le rapport entre l’homme et l’environnement par le biais des procédés d’anthropomorphisme, de personnification et de zoomorphisme. Très souvent, ces procédés permettent de donner une voix au monde aussi bien animal que végétal et d’interroger la place de l’homme dans les écosystèmes ».
Un pan de l’écocritique et dans une certaine mesure de l’écopoétique mettent en avant « l’idée d’une sorte de co-naturalité du monde et du langage, qui produit le rêve d'une poésie qui serait l'expression de la terre et des êtres vivants ». L’idée selon laquelle la poésie serait apte à représenter, traduire, donner à voir et à entendre les éléments de la nature comme le vent ou les mers, est présente chez des auteurs comme Henri Thoreau. Jonathan Bate notamment parle du processus de création littéraire comme d’un travail écologique (« ecological work ») « qui viendrait compléter (ou même mettre en cause les approches scientifiques ou politiques » et qui « traduirait en langage poétique ce qui ne peut pas être dit dans d’autres formes de discours ». J. Bate écrit : « Il se pourrait que la poïesis, au sens de la composition des vers, constitue le chemin le plus direct de retour à l’oikos, au lieu de repos, qui se présente au langage, parce que la structure rythmique du vers lui-même – une musique tranquille mais persistante, un cycle récurrent, un battement de cœur – est une réponse aux propres rythmes de la nature, un écho au propre chant de la terre ».
Cette conception d’une puissance mimétique de la poésie à travers la place privilégiée qu’y occupent les sonorités, les rythmes, les images, est partagée à différents degrés par les tenants de l’écopoétique. Certains soulignent les limites inhérentes au fait de juger un texte littéraire à l’aune de ce mimétisme, ou encore considèrent que « la littérature ne recréé pas la nature (mais qu’) en revanche, elle réinvente sans cesse, par le travail de l’écriture, les interactions entre l’homme et la nature, et les représentations que l’homme se fait de la nature ». Thomas Pughe écrit en particulier à propos de l’écopoétique: « on voit bien comment dans une telle poétique (…) la notion de la réinvention, non pas de la nature mais des formes esthétiques, doit jouer un rôle clé (…) réinvention, recréation ou ré-enchantement ».

## Écopoétiques postcoloniale et décoloniale
L’écopoétique postcoloniale fait dialoguer plusieurs champs de réflexion pour interroger les rapports entre mondes humain et non-humain dans la littérature, en particulier à partir de l’histoire coloniale et postcoloniale. Elle consiste entre autres à s’interroger, depuis une perspective littéraire, sur le caractère eurocentré ou occidentalocentré d’une certaine conception, devenue hégémonique, de la « nature » définie d’une part en opposition à la « culture », d’autre part comme ressource à exploiter. Plus largement, elle s’intéresse aux représentations littéraires des liens qui existent entre plusieurs types d’oppressions, sur les humains et les non-humains.
Très proche en termes de réflexions et outils mobilisés, l’écopoétique décoloniale peut se définir ainsi : 
« Confrontées au présupposé colonial d’une proximité des « sauvages » ou des « primitifs » avec la nature, les dynamiques littéraires décoloniales s’en prennent à une conception impériale de la nature, qui a permis de mettre sous tutelle dans un même mouvement des populations et des écosystèmes. Dans le cadre du combat contre l’extractivisme et son cortège de dégradations environnementales et sociales, l’approche décoloniale se méfie de la prédilection occidentale pour la sauvagerie, la pureté des « grands espaces », la nature vierge, la wilderness, dont l’humanité serait invitée à se sentir responsable. Ne retrouve-t-on pas les préjugés anthropocentristes qui ont nourri un certain imaginaire colonial de la « réserve naturelle » ? La littérature écologique qui se réclame du Sud Global colonisé invente une écopoétique décoloniale, qui induit des choix formels et esthétiques particuliers (…) L’environnement s’y déploie alors selon d’autres paradigmes et d’autres cosmovisions. Des dispositifs littéraires comme le recours au « surnaturel », la mise en œuvre de poétiques animistes, les expérimentations sensorielles ou les jeux avec les échelles mythiques, qui servent encore aujourd’hui à mener le combat décolonial, interdisent également tout type d’instrumentalisation de la nature par l’humanité ».

## Écopoétique et féminisme
Le croisement de l’écopoétique et du féminisme ou de l’écoféminisme, permet d’analyser des œuvres littéraires écrites par des femmes d’horizons géographiques divers, qui pensent de manière articulée des luttes de genre et des luttes environnementales.
L’un des fondateurs de l’écocritique, Lawrence Buell, « souligne l’influence des mouvements et de la pensée écoféministe sur les fondements de la pensée et de la méthode écocritique : catalyseur également de cette pensée et des études écocritiques. En effet, les mouvements écoféministes des années soixante et soixante-dix (sous l’influence notamment des travaux de Rachel Carson, Val Plumwood aux États-Unis et de Françoise d’Eaubonne en France) ont contribué à dynamiser une réflexion sur les liens entre la création et la réception de textes littéraires et notre rapport à l’environnement. Dès lors, nombre d’écrivains, pour beaucoup des femmes, ont investi la littérature du pouvoir de déconstruire et de repenser les mythes et les concepts qui, dans le discours occidental, ont longtemps justifié la soumission de la Nature et de la femme à une volonté de domination patriarcale ».
Pour autant, l’approche écopoétique, « même si elle porte parfois sur des œuvres écrites par des femmes (Suberchicot, 2012), délaisse l’approche et les questionnements écoféministes. Cette réflexion et cette mobilisation écoféministe est présentée et défendue par la philosophe Émilie Hache, spécialiste des mouvements écoféministes aux États-Unis. Dans l’anthologie Reclaim, recueil de textes écoféministes (E. Hache, 2016), sont regroupés des textes « manifestes » de l’écoféminisme (y compris quelques poèmes) et des articles sur l’écoféminisme (de Celene Krauss ou d’Elizabeth Carlassare). Dans ce recueil, comme dans d’autres publications consacrées à l’écoféminisme en France, il est frappant de noter que la critique s’intéresse peu à la place occupée par la littérature dans ces contestations d’une domination exercée à la fois sur les femmes et la nature. Pourtant, si l’on se tourne vers la critique anglo-saxonne, le mot (déjà jugé « fourre-tout ») d’« écoféminisme », englobe en réalité autant l’idée d’écriture écoféministe que celle de critique littéraire écoféministe. L’adjectif ecofeminist est fréquemment accolé aux termes literary criticism (Campbell 2008, Carr 2000, Gaard et Murphy 1998) supplantant souvent le terme ecocriticism ».

## Ecopoétique, jardins et paysages
Des pratiques "d'éco-poétique" (sic) sont expérimentées et développées à Saint-Ouen-Sur-Seine (93) depuis les années 2000 au 16 bis rue Salvador Allende, "le Jardin éco poétique du 16 bis".
Camille They, artiste scénographe de jardins et présidente d'honneur de Via Paysage, en est l'instigatrice.
Un manifeste a été rédigé par la suite avec l'association Via Paysage, ébauchant les principes de la démarche portée par Camille They :
- un jardin est "une école de vie"
- un manifeste pour des "oasis de résistances"
- une "philosophie de l'habité"

De nombreuses actions s'en revendiquent : concours du MNU - Module Nomade Urbain, Le Jardin éco-poétique du 54, Jardins Ouverts 2025, etc.).
Des témoignages variés (un entretien de Camille They sur Hortus Focus en 2021, le manifeste sur Prima Terra en 2019, conversation avec Camille They en 2020, une chronique radio de France Info en 2021, une autre sur Radio France 3 Paris Ile-de-France en 2021, La placette du Nerud Lab par la pépinière Pépins Production, etc.) viennent documenter cette approche de l'écopoétique dans l'Espace.
Le "Jardin éco poétique du 16 bis" a d'ailleurs été labellisé "Oasis Humanité et Biodiversité" par le réseau éponyme, "living lab" par le groupe de recherche et réseau Paysage.s et "haut lieu de transition" par l'Institut Paris Région.

#### Sources numériques
- Nathalie Blanc, Vers une esthétique environnementale. Paris : Editions Quae, 2008. Disponible sur : https://journals.openedition.org/gc/2273
- Sara Buekens, « L’écopoétique : une nouvelle approche de la littérature française », Elfe XX-XXI [En ligne], 8 | 2019, mis en ligne le 10 septembre 2019. Disponible sur : http://journals.openedition.org/elfe/1299
- Defraeye, Julien et Élise Lepage. « Présentation » Études littéraires, volume 48, numéro 3, 2019, p. 7–18.
- Hannes De Vriese, « Écritures antillaises entre géopoétique et écopoétique :

sur la nature des cataclysmes chez Patrick  Chamoiseau et Daniel Maximin », Revue critique de fixxion française contemporaine, sur http://www.revue-critique-de-fixxion-francaise-contemporaine.org/rcffc/article/view/fx11.03/1001
- Claire Jacquier, « Ecopoétique un territoire critique », Eté 2015, Disponible sur Fabula : https://www.fabula.org/atelier.php?Ecopoetique_un_territoire_critique
- Bénédicte Meillon, Atelier de recherche en Ecocritique & écopoét(h)ique. Le champ de recherche transdisciplinaire de l’écocritique et de l’écopoétique : définitions et notions, Septembre 2016. Disponible sur : https://ecopoeticsperpignan.com/wp-content/uploads/2016/10/B.-Meillon-Ecocritique-et-e%cc%81copoe%cc%81tique-de%cc%81finitions-et-notions.pdf
- Stéphanie Posthumus, État des lieux de la pensée écocritique française, Université McMaster. Disponible sur : https://core.ac.uk/download/pdf/58910791.pdf
- Stéphanie Posthumus, « Écocritique et "ecocriticism". Repenser le personnage écologique ». Dans La pensée écologique et l'espace littéraire. Article d’un cahier Figura. En ligne sur le site de l’Observatoire de l’imaginaire contemporain : http://oic.uqam.ca/fr/articles/ecocritique-et-ecocriticism-repenser-le-personnage-ecologique
- Alain Romestaing, Pierre Schoentjes & Anne Simon, « Essor d’une conscience littéraire de l’environnement », Revue critique de fixxion française contemporaine, 0, 11, 2015, p. 1‑5. Disponible sur : http://www.revue-critique-de-fixxion-francaise-contemporaine.org/rcffc/article/view/fx11.01/0
- Entretien avec Pierre Schoentjes par Lucile Schmid, 6 avril 2018. Disponible sur : https://prixduromandecologie.fr/entretien-avec-pierre-schoentjes/
- Gabriel Vignola, Ecocritique, écosémiotique et représentation du monde en littérature, revue Cygne Noir, 2017. Disponible sur : http://www.revuecygnenoir.org/numero/article/vignola-ecocritique-ecosemiotique
- Dénètem Touam Bona, Cosmo-poétique du refuge, revue Terrestre, 15 janvier 2019. Disponible sur : https://www.terrestres.org/2019/01/15/cosmo-poetique-du-refuge/
- Dossier « écopoétique transculturelle », ZoneZadir, sur https://zonezadir.hypotheses.org/dossier-ecopoetique-transculturelle
- Fixxion, n°11, 2015 : « Écopoétique »: http://www.revue-critique-de-fixxion-francaise-contemporaine.org/rcffc/issue/view/21

« Pour une écopoétique postcoloniale ». Projet innovant Sorbonne Nouvelle (janvier 2018-décembre). Voir sur ce lien : http://www.thalim.cnrs.fr/programmes-de-recherche/programmes-subventionnes/article/pour-une-ecopoetique-postcoloniale